# Palais Benci Zecchini
Le palais Benci Zecchini (ou palais Benzi Zecchini all Madonna dell'Orto) est un palais vénitien situé près de l'église de la Madonna dell'Orto, dans le sestiere Cannaregio.

## Histoire
Le palais est bâti par la famille Lioncini en 1575. La famille Girardi, associée à la famille Zecchiini par mariage, reconstruit des parties du palais.
En 1653 entre Valeria, la fille de Laura Girardi-Zecchini se marie avec Benigno Benci (ou Benzi), et le bâtiment est donné en legs à ce dernier.